# Toronto Star Building
El Toronto Star Building era una torre de oficinas Art Deco en Toronto, Ontario (Canadá). El edificio estaba ubicado en 80 King Street West y fue la sede del periódico Toronto Star desde 1929 hasta 1970. El edificio fue demolido en 1972 para dar paso a la construcción de First Canadian Place.
El rascacielos es el segundo edificio demolido voluntariamente más alto de Canadá detrás del 394 pies altura Empire Landmark Hotel que fue demolido en 2019.

## Descripción general
El edificio fue diseñado por la firma Chapman and Oxley e inaugurado en 1929. Tenía 22 plantas y 88 m de altura. La fachada frontal alrededor de la entrada principal estaba revestida de granito, y la entrada misma tenía una pantalla de bronce. Los primeros tres pisos del edificio fueron revestidos de granito; los pisos superiores en piedra caliza. En el tercer piso, la fachada estaba envuelta en una elaborada mampostería con motivos geométricos y florales, que también adornaban el interior y los pilares de piedra caliza en la cima del edificio. Los primeros seis pisos se construyeron en hormigón armado, mientras que la torre se construyó con un marco de acero estructural.
Los primeros seis pisos albergaban las oficinas del Star, y el resto era espacio para oficinas de alquiler. El piso 21 albergaba los estudios de radio del periódico. La planta baja que daba a King Street albergaba algunas tiendas minoristas y un restaurante Stoodleigh's en el extremo este. El sótano tenía un restaurante y una barbería.
Algunos trabajos en piedra del edificio se pueden encontrar en Guild Park and Gardens, junto con otras partes de fachadas de edificios perdidos de Toronto.

## En la cultura popular
El cocreador de Superman, Joe Shuster, nativo de Toronto y ex vendedor de periódicos de Star, usó el edificio como modelo para el edificio Daily Planet.